# Penicillium camemberti
Penicillium camemberti Thom, 1906 è la muffa che viene impiegata per la fabbricazione dei formaggi a pasta molle e crosta fiorita, di solito di origine francese, come il brie e il camembert.
Una volta messi in forma i formaggi, questi vengono irrorati con il Penicillium, che dà vita alla reazione che crea la caratteristica crosta. A livello artigianale, invece, la flora è solitamente naturalmente presente nel locale di stagionatura (specie sulle pareti).